# 정호영 (의료인)
정호영(鄭鎬永, 1960년 11월 16일~)은 대한민국의 외과 전문의이며, 경북대학교 의과대학 교수이다. 제38대 경북대학교병원장을 역임했다. 윤석열 정부의 보건복지부 장관 후보자로 지명되었지만 자녀 경북대 의대 편입 특혜 의혹 등이 제기되자 사퇴했다.

## 학력
- 영신고등학교 졸업
- 경북대학교 의과대학 의학 학사
- 경북대학교 의학대학원 의학 석사
- 경북대학교 의학대학원 의학 박사

## 경력
- 대구적십자병원 외과장
- 대구적십자병원 진료부장
- 경북대학교 의과대학 교수
- 경북대학교병원 홍보실장
- 경북대학교병원 의료정보센터장
- 경북대학교병원 기획조정실장
- 경북대학교병원 부원장 겸 진료처장
- 제38대 경북대학교병원 원장
- 대한의료정보학회 회장
- 제16대 대한위암협회 회장